# چرنیتسا (استان اشوی‌داشکسیه)
چرنیتسا (به لهستانی: Czernica) یک منطقهٔ مسکونی در لهستان است که در گمینا ستاشوو واقع شده‌است. چرنیتسا ۲۲۰٫۴ متر بالاتر از سطح دریا واقع شده‌است.